# Holtheim
Holtheim ist ein südlicher Stadtteil von Lichtenau in Nordrhein-Westfalen, Deutschland und gehört zum Kreis Paderborn. Holtheim ist außerdem ein Teil der Region Bürener Land.

## Geografie

### Nachbarorte
Beginnend im Süden im Uhrzeigersinn grenzen an Holtheim die Lichtenauer Stadtteile Blankenrode, Husen, Lichtenau und Kleinenberg.
Den Südosten begrenzt der Kreis Höxter mit dem Warburger Stadtteil Scherfede.

### Klima
Holtheim gehört wie Ostwestfalen-Lippe insgesamt zum ozeanischen Klimabereich Nordwestdeutschlands, dem es geringe Temperaturgegensätze und milde Winter verdankt. Allerdings sind schon kontinentale Einflüsse wirksam. So liegt die Temperatur im Sommer höher und die Nächte sind kühler als in größerer Nähe zur Küste. Die Lage am Rand des Eggegebirges bedingt ein submontanes Klima der Mittelgebirgsstufe mit kühleren Temperaturen und höherem Niederschlag als in anderen Lagen des Kreisgebiets.

## Geschichte

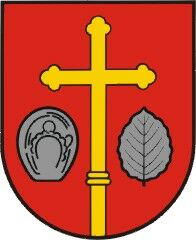
Altes Wappen von Holtheim

Der Name der Gemeinde leitet sich aus der plattdeutschen Bezeichnung "Holt" für "Wald" ab, das Suffix -heim deutet dabei auf fränkischen Ursprung hin (im Vergleich zu - hausen-Ortsnamen in der Region, die sächsischen Ursprungs sind). Die Gründung liegt somit im 8./9. Jahrhundert. Das Dorf ist von großen Waldungen der Südegge umgeben und liegt auf der Grenze zwischen Eggegebirge und Paderborner Hochfläche. Über Jahrhunderte hinweg lebte ein großer Teil der Gemeinde von der Arbeit in den umliegenden großen Waldungen. Die landwirtschaftlichen Betriebe des Ortes waren fast durchweg von klein- und mittelbäuerlicher Struktur. Von 1833 bis 1917 produzierte im zu Holtheim gehörenden Weiler Marschallshagen eine Glashütte Gebrauchs- und Luxusgläser aller Art.
In der Holtheimer Gemarkung liegen die Wüstungen Marschallshagen, Rodebredengudt mit der Marschallsburg und Sewardissen mit den Resten einer Motte.
Holtheim gehörte seit seiner erstmaligen urkundlichen Erwähnung 1015 zur weltlichen Herrschaft des Bistums Paderborn, ursprünglich im Herzogtum Sachsen. Ab dem 14. Jahrhundert bildete sich das Territorium Hochstift Paderborn im Heiligen Römischen Reich, darin ab dem 16. Jahrhundert zum niederrheinisch-westfälischen Reichskreis. Im 17./18. Jahrhundert wurde auch Holtheim in mehreren Kriegen durch fremde Truppen verheert, so auch 1734 im Polnischen Thronfolgekrieg. 1802/03 wurde das Hochstift vom Königreich Preußen besetzt. In napoleonischer Zeit gehörte der Ort zum Kanton Lichtenau des Königreiches Westphalen. Seit 1815 gehörte Holtheim endgültig zum Königreich Preußen. 1816 kam die Gemeinde zum neuen Kreis Büren, in dem sie zum Amt Lichtenau gehörte. Ab 1871 war Holtheim Teil des Deutschen Reiches. 1945–1949 war Borgentreich Teil der britischen Besatzungszone, ab 1946 staatlich regiert vom Land Nordrhein-Westfalen bzw. ab 1949 auch durch die Bundesrepublik Deutschland.
Mit Inkrafttreten des Sauerland/Paderborn-Gesetzes wurden die meisten Gemeinden des Amtes Atteln am 1. Januar 1975 mit den Gemeinden des Amtes Lichtenau und somit auch Holtheim zur neuen Stadt Lichtenau zusammengelegt und kamen mit dieser zum Kreis Paderborn. Rechtsnachfolgerin der aufgelösten Ämter Atteln und Lichtenau sowie der Gemeinde Holtheim ist die Stadt Lichtenau.

## Politik
Ortsvorsteher von Holtheim ist Felix Meyer.

## Naturschutz
Seit 2004 sind große Teile der Holtheimer Umgebung Naturschutzgebiet.

## Söhne und Töchter von Holtheim
- Wilhelm Knothe (1883–1963), deutscher Diplomat in der NS-Zeit

## Trivia
Die alte Postleitzahl von Holtheim ist 4791.